# أندريس فيليبي روا
أندريس فيليبي روا (بالإسبانية: Andrés Roa) هو لاعب كرة قدم كولومبي في مركز الوسط، ولد في 25 مايو 1993 في بلدية سابانالارغا ‏ في كولومبيا. شارك مع منتخب كولومبيا تحت 23 سنة لكرة القدم ومنتخب كولومبيا لكرة القدم. أما مع النوادي، فقد لعب مع ديبورتيفو كالي ونادي يونياوتيونوما ونادي الباطن السعودي.

## وصلات خارجية
- أندريس فيليبي روا على موقع قاعدة بيانات كرة القدم.إي يو (الإنجليزية)
- أندريس فيليبي روا على موقع ناشيونال فوتبول تيمز (الإنجليزية)
- أندريس فيليبي روا على موقع Soccerway.com (الإنجليزية)
- أندريس فيليبي روا على موقع عالم كرة القدم.نت (الإنجليزية)
- أندريس فيليبي روا على موقع أوليمبيديا (الإنجليزية)
- أندريس فيليبي روا على موقع AS.com (الإسبانية)